# Nội chiến Libya (2011)
Nội chiến Libya (tiếng Ả Rập: الحرب الأهلية الليبية) là cuộc xung đột vũ trang diễn ra tại Lybia, bắt nguồn từ các cuộc biểu tình chống chính phủ từ ngày 15 tháng 2 năm 2011. Bất ổn này lây lan từ các sự kiện ở các nước láng giềng Ai Cập và Tunisia, góp phần vào một loạt các cuộc biểu tình tại thế giới Ả Rập.
Người biểu tình đã tập trung quanh hai thành phố lớn nhất của Libya là thủ đô Tripoli ở phía tây và Benghazi ở phía đông. Ngày 18 tháng 2, những người tham gia biểu tình đã kiểm soát được hầu hết thành phố lớn thứ hai của Libya là Benghazi, với một số hỗ trợ từ cảnh sát và các đơn vị quân đội đào ngũ. Chính phủ đã phản ứng lại bằng cách gửi đến đây các đơn vị quân đội tinh nhuệ và lính đánh thuê nhưng đã bị người dân ở Benghazi và các đơn vị quân đội đào ngũ chống lại. Cho đến ngày 20 tháng 2, hơn 200 người đã bị chết ở Benghazi. Những người biểu tình ở Tripoli tập trung xung quanh quảng trường Green Square. Ngày 21 tháng 2, máy bay chiến đấu của không quân Libya đã tấn công vào nhóm người biểu tình tại Tripoli gây ra làn sóng phản đối mạnh mẽ trong công luận quốc tế. The New York Times đưa tin "vụ đàn áp ở Libya đã chứng minh sự đẫm máu nhất của các hành động gần đây của chính phủ."
Một số nhà ngoại giao Libya đã từ chức trước sức ép của các cuộc biểu tình trong khi những người khác đã xin tách khỏi Gaddafi và chính phủ của ông ta. Họ tuyên bố chế độ hiện hành của Gaddafi là "bất hợp pháp" và cáo buộc ông "tội diệt chủng" và "tội ác chống nhân loại" trong các cuộc tấn công của ông chống lại các phe phái khác và một bộ phận người dân Libya. Trong đó NATO là tổ chức giúp Hội đồng chuyển tiếp Libya lật đổ chính quyền ông Gaddafi và đã hoàn thành nhiệm vụ, thực hiện rút quân vào ngày 31 tháng 10 năm 2011. Nhưng không bao lâu thì xung đột giữa các phe phái tại Libya tiếp tục nổ ra, dẫn tới Nội chiến Libya (2014) khiến hàng chục ngàn người thiệt mạng.

## Diễn biến
Vào đêm 15 tháng 2, một nhóm khoảng 200 người bắt đầu biểu tình trước cửa các đồn cảnh sát tại Benghazi ngay sau khi nhà hoạt động nhân quyền Fathi Terbil bị bắt. Số người biểu tình tăng lên 500 đến 600. Theo Al Jazeera, cảnh sát đàn áp dã man, 40 người bị thương. Xung đột leo thang. Đến 19/2, trực thăng bắn vào người biẻu tình. Ngày 21/2 tại Benghazi, người biểu tình chiếm quyền kiểm soát. Không lực và trực thăng đánh bom người biểu tình
Ngày 16/2, trong Al Bayda hàng trăm người biểu tình ở thị trấn từng kêu gọi chấm dứt chính phủ Gaddafi và thiết lập để chữa cháy các tòa nhà cảnh sát và an ninh.
Ngày 22/2, Gaddafi xuất hiện ngắn trên truyền hình. Hàng nghìn lính đánh thuê châu Phi tiến vào Tripoli để tấn công cuộc nổi dậy. Trong vòng 24 tiếng sau, Gaddafi lên truyền hình lần nữa, đổ lỗi cho thế lực nước ngoài, thề chiến đấu giữ vị trí của mình đến giọt máu cuối cùng.
Cuối ngày 23/2, báo chí thế giới đăng tin về tình trạng bấp bênh của chế độ. Cựu Bộ trưởng Tư pháp Mustafa Abud Al-Jeleil buộc tội Gaddafi đã thân chinh ra lệnh cho vụ nổ bom máy bay Lockerbie 1988. Các thành phố Tobruk và Misurata mất vào tay quân nổi dậy. Tình trạng nội chiến được nhắc tới.
Ngày 24/2 phe nổi dậy chiếm hoàn toàn Tobruk, nơi lính và thường dân ăn mừng bằng cách vẫy cờ Libya cũ được sử dụng trong thời gian 1951 và 1969.
Ngày 25/2 Con trai út của Gaddafi, Saif al-Arab al-Gaddafi, được nói là đã tham gia vào quân khởi nghĩa tại Benghazi. Có tin là Muammar Gaddafi đã tự sát hoặc chốn chạy sang Mỹ Latinh. Lần đầu tiên, hàng ngàn người biểu tình tại Tripoli, thành trì của quân chính phủ. Số thương vong tăng không ngừng. Gaddafi xuất hiện vào 18h55 tại quảng trường Xanh tại Tripoli, gào thét trước đám đông ủng hộ. "Hãy hát, nhảy múa và sẵn sàng, chúng ta sẽ chiến đấu chống lại những kẻ chống lại chúng ta. (Sing, dance and be ready, we will fight those who are against us.)"
Ngày 26/2, có tin đồn là máy bay trực thăng bắn vào người biểu tình tại một đám tang ở thành phố phía tây Misrata. Cựu bộ trưởng Tư pháp Mustafa Mohamed Abud Al Jeleil đứng đầu lập nên chính phủ lâm thời, tuyên bố kiểm soát đất nước, dù hiện tại chỉ kiểm soát được các khu vực nằm dưới sự kiểm soát của quân nổi dậy. Chính phủ Mỹ yêu cầu Gaddafi từ chức.
Ngày 27/2, hãng tin Al Jazeera và Reuters thông báo Ali Suleiman Aujali, đại sứ của Libya tại Mỹ tuyên bố ủng hộ chính phủ lâm thời. Al Zawiyah, 30 dặm (48 km) từ Tripoli, bị người biểu tình chiếm. Anh yêu cầu Liên Hợp Quốc cấm vận Gaddafi và Libya. Gaddafi trả lời phỏng vấn đài truyền hình Serbia, RTV Pink, gọi Nghị định của Hội đồng bảo an "không hợp pháp theo hiến chương liên hợp quốc".
Ngày 28/2, Gaddafi tuyên bố là "không hề có nổi dậy ở Libya", và "Tất cả người dân của tôi yêu tôi". Lực lượng của Gaddafi cũng tiến hành tấn công vào quân nổi dậy tại Misurata và Zawiyah, ném bom vào một căn cứ quân sự bị chiếm gần Ajdabiya.
Ngày 1/3, Bộ trưởng Quốc phòng Úc, Stephen Smith, khẳng định chính phủ Úc đang cân nhắc can thiệp quân sự chống Gaddafi. Misurata một lần nữa bị tấn công, cả quân bộ và không quân. Quân của Gaddafi sử dụng vũ khí hạng nặng chống lại quân nổi dậy. Theo Al Jazeera, quân nổi dậy đã đánh bại đợt tấn công 6 giờ của quân chính phủ tại Zawiya.
Quân nổi dậy yêu cầu Liên Hợp Quốc tấn công bằng không quân tới các cơ sở quan sự chính của Chính phủ.
Ngày 17/3, Hội đồng Bảo an Liên Hợp Quốc thông qua Nghị quyết 1973 cho phép thiết lập vùng cấm bay và sử dụng vũ lực đối với chính quyền của Muammar Gaddafi trong cuộc nổi đậy tại Libya năm 2011.
Ngày 21/3, khi chiếc F15 rơi người dân ở một ngôi làng sống gần đó đã tới chỗ xác máy bay với mục đích cứu giúp người bị nạn, nhưng thực thăng cứu hộ Mỹ đã bắn nhầm vào họ khiến 6 người nhập viện.
Ngày 28/3, quân chính phủ đã đánh bật phe nổi dậy khi họ đang cố đánh tiến về phía Tây, buộc họ phải rút lui khỏi Nawfaliya do bị binh lính chính phủ đóng ở phía Tây của Bin Jawad pháo kích. Phát ngôn viên của nhà trắng nói phe nổi dậy không được tổ chức tốt các thắng lợi của họ chỉ rất mong manh.

## Các cuộc đào tẩu
Ngày 31/3, BBC đưa tin Ngoại trưởng Libya Moussa Koussa đã "đào tẩu" sang Anh Quốc. Theo báo Haaretz của Israel thì ông này từ chức và chạy qua Anh để phản đối lực lượng thân Gaddafi tấn công dân thường.
Ngày 1/4, Al Jazeera trích nguồn từ một số báo Ả Rập đưa tin có thêm ít nhất 3 quan chức cao cấp của chính quyền Gaddafi từ chức chạy ra nước ngoài: ông Ali Abdessalam Treki, đại diện Libya tại Liên Hợp Quốc, ông Abu Al Mohammad Qassim Al Zawi, đứng đầu Ủy ban Nhân dân Libya, và ông Abu Zayed Dordah, cựu thủ tướng của Libya trong thời gian từ 1990-1994, giám đốc Cơ quan Tình Báo Libya. Ngoài ra, Al Jazeera cũng đề cập đến sự đào tẩu của nhân vật quan trọng Shokri Ghanem, nhưng trường hợp này chưa được xác nhận.
Ngày 30/5, 8 sĩ quan quân đội cấp cao của Libya, trong đó có 5 vị tướng và 3 đại tá đã tuyên bố rời bỏ hàng ngũ quân Gaddafi. Họ cáo buộc Gaddafi đã cho "giết chóc, thảm sát, bạo lực chống lại phụ nữ" và đã bảo họ làm những điều mà "không một người có lý trí nào với nhân cách tối thiểu có thể làm". Tướng Oun Ali Oun cáo buộc quân của Gaddafi mắc tội "diệt chủng" và kêu gọi các binh lính và sĩ quan an ninh rời bỏ chính quyền.
Ngày 25/6, 17 nhân vật thuộc làng bóng đá Libya, trong đó có 4 tuyển thủ quốc gia, bỏ chạy sang phe nổi dậy. Thủ môn đội tuyển quốc gia Libya, Juma Gtat, nói: "Tôi muốn nói với Đại tá Gaddafi rằng hãy để chúng tôi được yên và hãy để chúng tôi xây dựng một Libya tự do. Thật ra, tôi ước gì ông ta hãy biến khỏi cuộc đời này vĩnh viễn." Còn huấn luyện viên câu lạc bộ hàng đầu Tripoli al-Ahly, Adel bin Issa nói: "Tôi hy vọng một sáng thức dậy và thấy ông Gaddafi không còn ở Libya nữa." Phó chủ tịch Hội đồng Chuyển tiếp Quốc gia Libya (NTC), ông Abdel Hafiz Ghoga tuyên bố đó là "sự phản ánh trực tiếp quan điểm và tâm trạng của nhân dân Libya. Nếu có thể ra đi, họ sẵn sàng làm thế. Tiếc rằng còn rất nhiều người chưa đủ điều kiện hành động".

## Phản ứng của Gaddafi
Gaddafi đã cáo buộc rằng phe nổi dậy bao gồm những kẻ đã bị ảnh hưởng bởi các chất ma túy gây hoang tưởng có trong sữa, cà phê, Nescafé, và rượu. Ông ta cũng cho rằng Bin Laden và Al-Qaeda đã phân phát các thứ ma túy gây hoang tưởng này.
Hãng tin Al Jazeera đưa tin những công dân Libya đang du học tại Mỹ đã được đại sứ quán Libya ở Mỹ gọi điện thông báo phải tham gia biểu tình ủng hộ Gaddafi nếu không sẽ bị mất học bổng do nhà nước tài trợ. Đại tá Gaddafi từng trả 2000 đô la Mỹ cho mỗi người được thuê để biểu tình ủng hộ ông ta trước trụ sở Liên Hợp Quốc vào năm 2009.
Tạp chí Wired Magazine của Anh đưa tin Gaddafi đã ra lệnh cắt đường truyền Internet và bắt những ai dùng điện thoại để trả lời phỏng vấn nước ngoài. Cùng với việc đánh bom người biểu tình, đại tá Gaddafi giết tất cả những nhân viên an ninh không tuân lệnh bắn vào dân thường. Theo công tố viên ICC, khẳng định với Hội đồng Bảo an Liên Hợp Quốc thì Gaddafi đã thực hiện một cuộc trấn áp đẫm máu nhằm vào người biểu tình.
Kênh truyền hình Al Arabiya dẫn lời nhà ái quốc Gaddafi: "Những kẻ nào không yêu tôi thì đều không đáng sống".
Hãng tin Bloomberg dẫn lời Muhammad bin Sayyid Hassan as- Senussi, thái tử của Hoàng gia Libya: "Tôi xin chia buồn cùng những người anh hùng đã ngã xuống, bị giết bởi lực lượng tàn bạo của Gaddafi. Nhân dân Libya nay đã lựa chọn chống lại chế độ này và họ sẽ không trở về nhà cho đến khi công lý được thực thi."
Gaddafi đã từng nhờ Nga đứng ra hòa giải và hậu thuẫn để đạt được thoả thuận về một lệnh ngừng bắn. Nhưng vào ngày 27 tháng 5 năm 2011, Tổng thống Nga Medvedev tuyên bố "Gaddafi phải ra đi", và chính quyền Libya lại "cự tuyệt đề xuất làm trung gian hòa giải của Nga".

## Phản ứng của quốc tế
Nhiều quốc gia đã lên án chính phủ của Gaddafi vì đã sử dụng bạo lực chống lại người biểu tình và giết chết hàng trăm người Libya. Hoa Kỳ đã áp đặt lệnh trừng phạt đối với Gaddafi. Hội đồng Bảo an Liên hợp quốc đã thông qua một nghị quyết phong tỏa tài sản của Gaddafi, con trai và con gái của ông, cùng 10 thành viên thân cận của ông ta. Nghị quyết cũng áp đặt lệnh cấm đi lại đối với những người này.
Tuy nhiên một số chính phủ cánh tả ở Mỹ Latinh lại thể hiện sự ủng hộ cho Gaddafi. Tổng thống Venezuela Hugo Chavez ủng hộ chính phủ Libya với lý do ông nghi ngờ các báo cáo của phương tiện truyền thông. Bộ trưởng ngoại giao Venezuela Nicolás Maduro tin rằng một số nước phương Tây đang âm mưu phá vỡ chính phủ Libya. Quan điểm này được lặp lại bởi tổng thống cánh tả Nicaragua Daniel Ortega và cựu lãnh đạo đảng Cộng sản Cuba Fidel Castro. Những chính phủ cánh tả này và những nhà lãnh đạo của họ (như Ortega và Chavez) đã bị phê phán do ủng hộ Gaddafi.
Tổng thống Uganda là Tamale Mirundi thì tuyên bố "Dù phạm lỗi gì, ông Gaddafi vẫn là người ái quốc. Tôi yêu quý những người ái quốc hơn là những con rối của phương Tây".
Theo Al Jazeera, Libya đã bị loại khỏi Hội đồng Nhân quyền Liên Hợp Quốc sau khi Đại hội đồng Liên Hợp Quốc bỏ phiếu nhất trí toàn bộ để trừng phạt những hành động tàn bạo của chính quyền Gaddafi đối với người biểu tình. Ngày 26 tháng 2, MSNBC đưa tin Hội đồng Bảo an Liên Hợp Quốc bỏ phiếu tán đồng việc đưa đại tá Gaddafi và những thành viên khác của chế độ này ra Tòa án Quốc tế điều tra về các cáo buộc tàn sát thường dân.
Hãng Al Jazeera trích lời Muhammad al-Senussi, thái tử Hoàng gia Libya xin cộng đồng quốc tế can thiệp để loại bỏ Gaddafi và chấm dứt cuộc tàn sát.
Hội đồng Bảo an Liên Hợp Quốc đã thông qua Nghị quyết 1973 cho phép thiết lập vùng cấm bay và sử dụng vũ lực đối với chính quyền của Muammar Gaddafi trong cuộc nổi đậy tại Libya năm 2011.
Các cuộc biểu tình chống lại việc không kích của Liên Quân vào Libya cũng đã bắt đầu xuất hiện và họ đã so sánh Libya với các nước xung quanh cũng có cùng vấn đề nhưng Liên Quân không can thiệp.
Ngày 16 tháng 5 năm 2011, Tòa án tội phạm quốc tế (ICC) đã phát lệnh bắt Gaddafi và con trai với cáo buộc phạm tội ác chống lại loài người. Gaddafi đã thực hiện một cuộc trấn áp đẫm máu nhằm vào người biểu tình chống lại chính quyền của ông, tiếp sau làn sóng nổi dậy ở khắp Trung Đông hồi đầu năm nay.
Ngày 27 tháng 5 năm 2011, Nga, nước từng được Libya nhờ làm trung gian hòa giải, tuyên bố "Gaddafi phải ra đi". Tổng thống Dmitry Medvedev ra lệnh cấm Gaddafi và gia đình không được đến Nga.
Ngày 27 tháng 6, Gaddafi và hai người thân cận nhất - con trai Saif al-Islam Muammar Al-Gaddafi và lãnh đạo tình báo Abdullah al Sanousi đã chính thức trở thành nhân vật bị truy nã quốc tê.

## Vấn đề nhân đạo
Theo Báo Đất Việt, kênh truyền hình Al Jazeera đã dẫn lời các bác sĩ ở thành phố Ajdabiya của Libya cho rằng, lực lượng ủng hộ Tổng thống Gaddafi đã cưỡng hiếp nữ thân nhân của phe nổi dậy. CNN đưa tin cô Iman al-Obeidi bị 15 binh sĩ thuộc phe Gaddafi bắt giữ, đánh đập, và cưỡng hiếp tập thể. Theo The Guardian, Sky News, và Washington Post, cô này sau đó bị chính quyền Gaddafi bắt đi khi đang cố gắng nói chuyện với phóng viên quốc tế, và bị đài truyền hình quốc gia Libya cho rằng cô bị "tâm thần", "say rượu", là một "con điếm" và "kẻ lừa đảo".
Theo hãng tin Sky News, lực lượng thân Gaddafi thiêu sống những ai không chịu chiến đấu với quân nổi dậy ở Benghazi.
Theo tổ chức chống chiến tranh Stop the War Coalition của Anh, thì Mỹ và NATO bị cáo buộc là đã thả các loại bom có chứa uranium nghèo vốn có thể gây ảnh hưởng lâu dài đến sức khỏe con người. Trong 24 tiếng đầu của cuộc không kích, các tên lửa Tomahawk cùng các tên lửa đạn đạo khác bắn lên đều có gắn đầu đạn urnium nghèo và Viện Nghiên cứu chính sách đối ngoại Mỹ cũng tiết lộ có chứng cứ khẳng định điều này.
Tổ chức Human Rights Watch cáo buộc quân của Gaddafi gài mìn sát thương và chống tăng trong cuộc chiến hiện thời sau khi tổ chức này phát hiện ra hàng chục quả mìn ở ngoại ô Ajdabiya.
Tổ chức Nhân quyền Quốc tế FIDH (The International Federation for Human Rights) cáo buộc đại tá Gaddafi đã cưỡng ép hơn 1 triệu người nhập cư châu Phi làm lá chắn sống đi đầu để bảo vệ lực lượng thân Gaddafi.
Tổ chức Ân xá Quốc tế tuyên bố rằng chính sách "giết những ai chống đối" để bám trụ quyền lực của đại tá Gaddafi là "không thể chấp nhận được". Tổ chức này cũng lên án việc quân của Gaddafi nhắm bắn vào các nhân viên y tế đang cứu giúp những người bị thương.
Cựu ngoại trưởng Libya Moussa Koussa, người đã "đào tẩu" sang Anh Quốc cáo buộc lực lượng thân Gaddafi tấn công dân thường. Các sĩ quan quân đội cấp cao của Libya đã tuyên bố rời bỏ hàng ngũ cũng cáo buộc quân của Gaddafi phạm tội diệt chủng vì đã cho "giết chóc, thảm sát, bạo lực chống lại phụ nữ", những điều mà "không một người có lý trí nào với nhân cách tối thiểu có thể làm".